# Eduard Michl
Eduard Michl (srbsky Eduard Mihel, 24. července 1864 Rychnov nad Kněžnou – 24. března 1915 Smederevska Palanka) byl český lékař, chirurg a patolog dlouhodobě působící v Srbském knížectví, později přetvořeném v Srbské království. Zastával řadu významných odborných funkcí, byl spoluzakladatelem Lékařské fakulty v Bělehradě a působil také jako dvorní lékař srbského krále Alexandra I. Obrenoviće. Jako vojenský lékař se účastnil všech balkánských válek a první světové války Je mj. připomínán jako průkopník moderní soudní patologie v Srbsku.

## Život a kariéra

### Mládí
Narodil se v Rychnově nad Kněžnou ve východních Čechách, vychodil zde obecnou školu a gymnázium. Jeho otec Eduard Michl (též Müchel) starší se posléze i s rodinou odstěhoval do Srbska, kde vykonával pozici dvorního kuchaře srbských knížat v Bělehradě. Eduard začal studovat medicínu v Berlíně, pokračoval ve studiu na lékařské fakultě Vídeňské univerzity, kde v roce 1889 promoval. Kromě rodné češtiny mluvil výborně srbsky, německy, francouzsky a anglicky, znalost jazyků mu umožnila si nadále rozšiřovat vzdělání.

### Lékařská praxe
Po absolvování medicíny přišel do Bělehradu, kde v souladu s tehdejším zákonem o regulaci lékařského povolání a ochraně veřejného zdraví z roku 1881 přijal srbské občanství. Byl jmenován lékařským asistentem na chirurgickém oddělení vojenské nemocnice ve čtvrti Palilula, kterou tehdy řídil Dr. Vojislav Subotić. Zde se rozvíjela vzájemná spolupráce a respekt mezi těmito dvěma významnými lékaři. Po roce stráveném na chirurgii, kde získal skvělé reference na svou práci od Dr. Subotiće, byl roku 1882 přeložen na interní kliniku, kterou vedl Dr. Svetislav Atanasijević. V tomto oddělení také strávil rok a úspěšně plnil své úkoly. Po dvou letech práce ve Varošské nemocnici v Palilule ho lékařské úřady jmenovaly městským lékařem v Bělehradě.
Z důvodu potřeby vzdělávání nových patologů, bakteriologů a soudních lékařů koncem 19. století navrhl srbský lékařský spolek 18. listopadu 1889 Ministerstvu vnitra poslat jednoho z lékařů na odborné studium patologické anatomie, patologické histologie a soudního lékařství. Na základě tohoto návrhu bylo následně schválené stipendium nabídly lékařské úřady mj. i Michlovi, který ji okamžitě přijal a spolu s v Srbsku rovněž působícími profesory Antonem Weichselbaumem a Eduardem von Hofmannem odcestoval do Vídně, kde následně strávil většinu své specializace. V roce 1896 se přestěhoval z Vídně do Freiburgu a poté do Paříže pro získání další specializace. Byl prvním patologem, který zavedl histologické techniky ve Všeobecné státní nemocnici v Bělehradě.
Po návratu ze specializace byl dekretem krále Alexandra I. Obrenoviće jmenován vrchním odborným prokurátorem Vojenské a městské nemocnice, i díky tomu se pak po celý svůj další profesní život zabýval patologií a soudním lékařstvím a také bakteriologií. V roce 1897 byl královským dekretem jmenován osobním lékařem krále Alexandra Obrenoviće. Tuto povinnost vykonával až do roku 1900, kdy následně rezignoval. Oficiálně svůj odchod zdůvodnil zdravotními důvody, ve skutečnosti však nesouhlasil se sňatkem krále Alexandra s Dragou Mašínovou. Po atentátu na krále Alexandra a královny Dragy provedl pitvu obou těl, podle některých zdrojů však provedl pouze pitvu těla královny Dragy.
Z dalších funkcí zastával mj. pozici veřejného hygienika na hygienickém oddělení Ministerstva vnitra (1908–1915), řádného člena Hlavní hygienické rady Srbského království (pozdější srbská Rada soudního lékařství). Byl jedním z iniciátorů založení Lékařské fakulty v Bělehradě, členem komise pro skládání zkoušek fyziků, členem Srbské lékařské asociace a jako vojenský lékař účastníkem všech balkánských válek a později první světové války.
V prvních desetiletích 20. století aktivně podílel na přípravách založení Lékařské fakulty v Bělehradě: jakožto člen přípravné komise navštívil v březnu 1914, spolu s Dr. V. Subotićem, Dr. M. Jovanovićem, Dr. Batutou a Dr. Đ. Nikolićem 17 lékařských fakult v několika evropských zemích. Fakulta byla založena v květnu 1914.
Oženil se s Olgou Kumanudi-Stanišić. Zakoupil dům v centru Bělehradu (dnešní budova restaurace „Řecká královna“ v ulici Knez Mihailova), kde se v následujících letech konala četná setkání, jednání a recepce. Narodila se jim dcera Věra, které říkali Titika.

### První světová válka a úmrtí
Po začátku první světové války, kdy Srbsko vstoupilo do války s Rakouskem-Uherskem, byl Michl v hodnosti majora medicíny jmenován vedoucím a lékařem Záložní vojenské nemocnice v srbském městě Smederevska Palanka. V řadě jednotek srbské armády následně zavládla epidemie skvrnitého tyfy, kterým onemocnělo též mnoho srbských lékařů. sám doktor Michel se při ošetřování nemocných skvrnitým tyfem nakazil a nemoci následně podlehl.
Eduard Michl zemřel 24. března 1915 v Záložní vojenské nemocnici ve Smederevské Palance ve věku 50 let.